# Bowdon, Georgia
Bowdon är en ort i Carroll County i delstaten Georgia, USA.